# Utah Rockies
Utah Rockies fue el nombre que recibieron los Spirits of St. Louis en la última y abortada temporada de la American Basketball Association de 1976-77.
Los Spirits of St. Louis tuvieron establecieron ciertas conexiones con Utah. El 29 de noviembre de 1975, los Spirits of St. Louis y los Utah Stars negociaron sobre la fusión de las dos franquicias. El 1 de diciembre de 1975 los Spirits anunciaron que permanecerían en St. Louis pero no descartaban un acuerdo con los Stars, en los que estos pedían que se jugase finalmente en Utah. Los Stars cerraron la franquicia el 2 de diciembre de 1975 y los Spirits of St. Louis obtuvieron algunos de los jugadores de Utah entre ellos: Moses Malone, Ron Boone, Randy Denton y Steve Green.
Al final de la temporada 1975-76 de la ABA, los Virginia Squires cerraron la franquicia debido a que no era capaces de conseguir la suficiente financiación que requería la liga. Debido a que los Baltimore Claws cerraron en pretemporada y los San Diego Sails y los Utah Stars hicieron los mismos durante la temporada regular, la ABA pasó de tener 10 equipos en pretemporada a 6 al final de ésta. Los seis restantes equipos fueron los Indiana Pacers, San Antonio Spurs, Denver Nuggets, New York Nets, Kentucky Colonels y los Spirits of St. Louis.
El 19 de mayo de 1976 los Spirits of St. Louis anunciaron que planeaban recolocarse en Salt Lake City, Utah como los Utah Rockies durante la temporada 1976-77, y las negociaciones continuaron para poder jugar en el Salt Palace. Mientras tanto, las negociaciones entre la ABA y la NBA estaban cerca de finalizar.
Como parte de todas estas transacciones, los propietarios de los Spirits Daniel Silna y Ozzie Silna propusieron vender el equipo a un grupo en Utah, y comprar a los Kentucky Colonels con la intención de trasladar la franquicia a Buffalo, New York, casa de los Buffalo Braves, un equipo de la NBA que por aquel entonces contemplaba la opción de trasladarse a Florida. El propietario de los Colonels, John Y. Brown Junior, finalmente aceptó un pago cuando surgió la fusión de la ABA y la NBA, y utilizó este dinero para comprar el 50% de los intereses de los Braves, que, después de una compleja transacción, se moviería a San Diego en 1978 para jugar como los San Diego Clippers.
El 17 de junio de 1976 la ABA y la NBA anunciaron que en la nueva fusión se aceptarían sólo cuatro equipos entre los cuales se encontraban los Spurs, Pacers, Nets y Nuggets dejando fuera a los Colonels y a los Spirits/Rockies. Brown recibió una compensación de 3 millones de dólares en metálico por los Colonels y los propietarios recibieron una compensación de 2.2 millones de dólares también en metálico y derechos televisivos sobre algunos de los equipos de la ABA que permaneciesen en la NBA. Este trato les reportó grandes beneficios y los propietarios de los Utah Rockies, los hermanos Silna (Daniel y Ozzie) llegaron a ser multimillonarios.
Por otra parte los jugadores de los Spirits/Rockies fueron relegados a un draft de dispersión, al igual que los jugadores de los Colonels. Marvin Barnes fue a los Detroit Pistons, Moses Malone fue a los Portland Trail Blazers, Randy Denton fichó por los New York Knicks y Ron Boone y Mike Barr fueron a los Kansas City Kings.